# 赤いカラスと幽霊船
『赤いカラスと幽霊船』（あかいからすとゆうれいせん）は、1989年の日本の映像作品。
短編実写映画。横浜博覧会テーマ映像。
横浜博覧会協会、NHKエンタープライズ製作。

## キャスト
- 船長：宍戸錠
- タクヤ：山本耕史
- エミ：戸垣恵理子
- ヒロシ：山口耕史
- 赤いカラス（声）：広川太一郎

## スタッフ
- 製作：川村尚敬
- プロデューサー：松本美彦
- 監督：小中和哉
- 脚本：小林弘利
- 原案：阿久悠
- 撮影：中堀正夫
- 音楽：奥慶一
- 編集：大島ともよ
- 操演：ジム・ヘンソン・クリーチャーショップ
- キャラクターデザイン（赤いカラス）：ジム・ヘンソン・クリーチャーショップ、ジョン・スティーブンソン、バル・ジョーンズ、マック・ウイルソン、ニール・スカラン
- キャラクターデザイン（幽霊船）：宮崎駿（原案：山岸真生子）
- ミニチュア製作（赤いカラス）：ジム・ヘンソン・クリーチャーショップ
- ミニチュア製作（幽霊船）：ヒルマ・モデル・クラフト
- ミニチュア製作（黒いカラス）：ササキアキラ人形アトリエ

## 関連書籍
- 赤いカラスと幽霊船―横浜博覧会映像作品 日本放送出版協会 ISBN 4140360550